# 李陞問
李陞問（16世紀—1629年），字晉衷，廣東廣州府南海縣人，明朝政治人物。

## 生平
李陞問年少聰穎能文，萬曆三十一年（1603年）與弟李待問同舉廣東鄉試，萬曆三十二年（1604年），李待問中進士，李陞問僅中會試副榜。萬曆四十一年（1613年），李陞問任博羅教諭，為教尚實，捐俸督課，陞南京國子監學正，調大理寺司務，改官刑部員外郎，當時魏忠賢專政，戶部主事李柱明因忤逆對方坐死刑，審理的官員都噤聲不敢釋放，他奮筆疾書：「限期內歸還贓款得釋，宜行恩例。」毅然釋放，被上疏彈劾奪職。
崇禎帝繼位後，處置魏忠賢，李陞問官復原職，並獲誥命恩詔錄用，同僚都勸他上奏自白，他卻說：「京華夢斷矣。」辭官歸鄉養親，建遯園與舊友以詩酒倡和，崇禎二年（1629年）去世。弟李應問，天啟四年舉人。

## 引用
1. 1 2  同治《南海縣志·卷三十八·列傳七》：李陞問，字晉衷，少聰穎能文，萬厯癸卯舉於鄉，會試置乙榜，癸丑領博羅教諭，端本尚實，捐俸督課。擢南雍學正，遷棘寺司務，轉刑部員外郎，時魏璫竊柄，戶曹李柱明以事忤之坐辟，執審同事噤不敢釋，陞問奮筆曰：「限內賍完得釋，恩例宜然。」毅然出之，疏上鐫職追奪，崇禎改元，置璫於法，復陞問原官，還誥命恩詔錄用，同寮輩起或勸上章自白，陞問曰：「京華夢斷矣。」賦閒居以奉潘輿，有餘適也，構遯園與舊遊詩酒倡和，二年卒。弟應問，字俞衷，登天啟甲子榜。 據郭志、魏志修
2. ↑  道光《廣東通志·卷二百八十二·列傳十五》：（李）陞問，字晉衷，待問兄，少聰穎能文，萬厯癸卯與弟待問同科舉於鄉，會試置乙榜，癸丑領博羅教諭，端本尚實，捐俸督課。擢南雍學正，遷棘寺司務，轉刑部員外，時魏璫竊柄。戶曹李柱明以事忤坐辟，執審同事噤不敢釋，陞問奮筆曰：「限內賍完得釋，恩例宜然。」毅然出之，疏上鐫職追奪，崇正改元置璫於法，復陞問原官，還誥命恩詔錄用，同寮輩起或勸上章自白，陞問曰：「京華夢斷矣。」賦閒居以奉潘輿，有餘適也，搆遯園與舊遊詩酒倡和，二年卒。